# Grzegorz Jarosław Schramke
Grzegorz Jarosław Schramke (kaszub. Grégòr Jarosłôw Schramke; ur. 1978 w Brusach) – pisarz, nauczyciel języka kaszubskiego, badacz literatury kaszubskiej i wierzeń kaszubskich, publicysta.

## Życiorys
Ukończył filologię polską na Uniwersytecie Gdańskim. Jego praca magisterska była jedną z pierwszych pisanych w języku kaszubskim. Publikuje w kaszubskim periodyku „Zymk” oraz czasopiśmie „Kaszëbskö Òdroda”, gdzie był redaktorem naczelnym. W czasie studiów działał w Klubie Studentów Pomorania. Pisał kaszubskojęzyczne teksty piosenek dla zespołu rockowego Kompanijô Wandzëbôków.
8 października 2020 roku Grzegorz Schramke otrzymał stopień naukowy doktora nauk humanistycznych z dziedziny literaturoznawstwa na podstawie napisanej pod kierunkiem prof. Tadeusza Linknera dysertacji pt. "Współczesna literatura kaszubskojęzyczna w latach 1981-2015".

## Wybrane publikacje
- Legendy rybackie, Gdynia: „Region”, 2001 (współautor: Ryszard Struck)[2][3].
- Dzëczé gãsë. Antologiô kaszëbsczi pòezji, Gdiniô: Wëdôwizna Region, 2004[4].
- W wieczornej mgle, Gdynia: „Region”; Pelplin: „Bernardinum”, 2004[5].
- W świetle dnia, Gdynia: Wydawnictwo „Region”; Pelplin: Wydawnictwo „Bernardinum”, 2006[6].
- Słowniczek polsko-kaszubski[7]
- Procëm Smãtkòwi, Gdańsk: Zrzeszenie Kaszubsko-Pomorskie, 2023